# خانقاه علیا (خنداب)
خانقاه علیا روستایی در دهستان جاورسیان بخش قره چای شهرستان خنداب استان مرکزی ایران است.
به شورا یاری محمد صفری
روستای خانقاه  در فضای مجازی
https://eitaa.com/khaneghahemarkazi
https://rubika.ir/khaneghahemarkazi

## جمعیت
بر پایه سرشماری عمومی نفوس و مسکن در سال ۱۳۹۵ جمعیت این روستا ۱٬۰ نفر (۳۳۳خانوار) بوده‌است.